# سازمان مارکسیست-لنینیست افغانستان
سازمان مارکسیست-لنینیست افغانستان یک سازمان سیاسی کمونیست با مشی مائوئیستی در کشور افغانستان است. دربارۀ این سازمان اطلاعات بسیار کمی وجود دارد. بنیانگذاران و ریشه‌های شکل‌گیری این سازمان نامشخص هستند و نخستین اشاره به آن زمانی اتفاقی افتاد که این سازمان در همایش بین‌المللی احزاب و سازمان‌های مارکسیست-لنینیست (نشریه بین‌الملل) مشارکت کرد.
از آنجا که اشاره به نام این گروه تنها در نشریۀ همایش بین‌المللی احزاب و سازمان‌های مارکسیست-لنینیست صورت گرفته‌بود، این گمان به وجود آمد که این سازمان تنها نامی مستعار برای حزبی مخفی و یا در تبعید باشد که مقامات افغانستان مانع از فعالیت آن شده‌اند.

سازمان مارکسیست-لنینیست افغانستان در مقاله‌ای در نخستین شمارۀ نشریۀ عقاب تاریخ تأسیس خود را ۱۹۷۹ و در جریان مقاومت علیه حملۀ سوسیال امپریالیسم شوروی به افغانستان اعلام کرده‌است، با این وجود تا سال‌های دهۀ ۱۳۷۰ نامی از این سازمان در اسناد و نشریات افغانستان دیده نمی‌شود، اما از آن زمان نام این سازمان صرفاً در پای قطعنامه‌های کنفرانس‌های بین المللی احزاب و سازمان‌های مارکسیست–لنینیست ظاهر شده‌است.
سازمان مارکسیست-لنینیست افغانستان از اوت ۲۰۱۱ دست به انتشار نشریه‌ای زده‌است که به احتمال زیاد ارگان رسمی آن به شمار می‌آید.